# Crittenden-Kompromiss
Der Crittenden-Kompromiss oder auch das Crittenden Amendment (engl. Crittenden Compromise bzw. Crittenden Amendment) (18. Dezember 1860) war ein erfolgloser Versuch des Senators John J. Crittenden aus Kentucky, die Südstaaten der USA davon abzuhalten, die Union zu verlassen und somit den sich anbahnenden Sezessionskrieg zu verhindern.

## Inhalt
Der Crittenden-Kompromiss sollte die Verfassung der Vereinigten Staaten um sechs Zusatzartikel erweitern. Diese Amendments würden den Missouri-Kompromiss so erweitern, dass er die Sklaverei nördlich vom Breitengrad 36° 30’ verbot. Südlich dieser Demarkationslinie, die bis zum Pazifik erweitert werden sollte, sollte die Sklaverei in allen bestehenden und künftig erworbenen Territorien Bestand haben. Das hätte aber auch bedeutet, dass in Staaten wie Kalifornien, wo die Sklaverei zu diesem Zeitpunkt verboten war, die sofortige Einführung der Sklaverei erfolgen müsste. Eine Einmischung der Bundesregierung in die Angelegenheiten der Einzelstaaten sollte nicht mehr erfolgen. Dem Kongress war es ebenfalls untersagt die Sklaverei auf Bundesbesitz (Forts, Arsenale, Flottenstützpunkte usw.) innerhalb eines Sklavenstaates abzuschaffen. Sklavenhalter, deren Besitz in den Norden geflüchtet und nicht zurückzubekommen war, sollten vom Staat entschädigt werden. Ebenso wäre es dem Kongress untersagt gewesen, im District of Columbia die Sklaverei ohne Zustimmung seiner Bürger aufzuheben und auch nur dann, wenn sie zuvor in Virginia und Maryland abgeschafft wäre. Kein zukünftiges Nachtragsgesetz hätte es aufheben können.

## Ergebnis
Abraham Lincoln schrieb aus Springfield an einflussreiche Senatoren und Mitglieder des Repräsentantenhauses:

„»Der schwere Kampf ist unvermeidlich, und es ist besser, er kommt jetzt als irgendwann in der Zukunft.« Crittendens Kompromiss, so Lincoln gegenüber Weed und Seward, »würde uns um all das bringen, was wir durch die Wahl gewonnen haben. [...] Die Folgen wären Freibeutertum überall im Süden und die Errichtung neuer Sklavenstaaten. [...] Und schon wären wir auf dem besten Wege in ein neues Sklavenreich«. Der bloße Gedanke an einen Territorialkompromiß, erklärte Lincoln, »räumt ein, daß die Sklaverei die gleichen Rechte hat wie die Freiheit, und gibt alles auf, wofür wir gekämpft haben. [...] Eben erst haben wir mit Prinzipien, die dem Volk offen dargelegt wurden, eine Wahl gewonnen. Jetzt sagt man uns im Voraus, daß die Regierung aufgelöst werden wird, sofern wir uns nicht denen, die wir besiegt haben, unterwerfen. [...] Wenn wir uns ergeben, so ist das unser Untergang. Denn die Gegner werden dieses Experiment ad libitum wiederholen. Kein Jahr wird vergehen, bis wir Kuba aufnehmen müssen als Bedingung dafür, daß sie [die Südstaaten] in der Union verbleiben«.“

Im Senatskomitee stimmten daraufhin alle Republikaner gegen den Kompromiss. Die Demokraten Toombs und Davis stimmten ebenfalls mit Nein und so fiel der Vorschlag mit 7:6 Stimmen durch. Crittenden trug daraufhin den Plan in einer öffentlichen Senatssitzung vor, wo er am 16. Januar mit 25:23 Stimmen abgelehnt wurde. Obwohl der Kompromiss später noch einmal auftauchte, war er wegen der Ablehnung der Republikaner und der Interessenlosigkeit des Südens zum Scheitern verurteilt.